# Xi العقاب b
Xi العقاب b يسمى رسمياً بأسم فورتيتودو (Fortitudo)  هو كوكب خارج المجموعة الشمسية يقع على مسافة 184 سنة ضوئية (56 فرسخ فلكي) من الأرض حول نجم عملاق في كوكبة العقاب يطلق علية في تسمية باير الدليلية Xi Aquilae . اكتشف الكوكب في 19 فبراير 2008 من قبل برنامج أوكاياما للبحث عن الكواكب خارج المجموعة الشمسية في مرصد أوكاياما للفيزياء الفلكية باستخدام طريقة السرعة الشعاعية.
كتلة الكوكب لا تقل عن 2.8 كتلة مشترية ويدور حول النجم في متوسط مسافة تقدر بنحو 0.68 وحدة فلكية خلال 136.75 يوماً.